# Благіца Поп Томова
Благіца Поп Томова  — македонська співачка (сопрано). Закінчила Музичну академію (Скоп'є).